# خدبراهما
خدبراهما (به انگلیسی: Khedbrahma) یک منطقهٔ مسکونی در هند است که در Khedbrahma Taluka واقع شده‌است. خدبراهما ۲۵٬۰۰۱ نفر جمعیت دارد و ۲۰۲ متر بالاتر از سطح دریا واقع شده‌است.